# Mihelič
Mihelič je 78. najbolj pogost priimek v Sloveniji, ki ga je po podatkih Statističnega urada Republike Slovenije na dan 31. decembra 2008 uporabljalo 1.482 oseb.

## Statistika
Med najpogostejšimi priimki v Sloveniji je priimek Mihelič na 78. mestu za priimkom Pintar na 77. in pred priimkom Hren na 79. mestu. Po podatkih Statističnega urada RS se je na dan 31. decembra leta 2007 s priimkom Mihelič podpisovalo 1477 (1971: 1464; 1997: 1545) slovenskih državljanov in državljank. Največ, 471 ali 31 odstotkov, jih je bilo v osrednjeslovenski statistični regiji, v jugovzhodni Sloveniji 402 ali 26,4 odstotka, v podravski regiji 195 ali 12,8 odstotka, v gorenjski 170 ali 11,2 odstotka, v koroški 118 ali 7,8 odstotka itd. Obstaja tudi različica Mihalič (2004: 42 oseb, 8148. mesto) in Mihelić.

## Znani nosilci priimka
- Anton Mihelič (1748—1818), zdravnik, fiziolog, medicinski pisec
- Anže Mihelič (*1982), judoist
- Bernarda Mihelič, pevka v narodnozabavnem ansamblu Franca Miheliča
- Barbara Mihelič (*1973), biologinja, direktorica ZOO Ljubljana
- Breda Mihelič (*1948), umetnostna zgodovinarka, konservatorka (arhitektura in urbanizem)
- Darja Mihelič (*1950), zgodovinarka, zaslužna raziskovalka ZRC SAZU
- Franc Mihelič (*1949), glasbenik harmonikar, vodja ansambla Franca Miheliča
- France Mihelič (1907—1998), slikar, profesor, akademik
- France Mihelič (*1952), elektrotehnik, univ. prof.
- Gašper in Primož Mihelič, glasbenika in pevca (2 b)
- Irena Mihelič (*1958), igralka
- Irma Mihelič (*1984), pevka sopranistka
- Jaka Mihelič (*1972), kipar
- Janez Mihelič (1750—1792), duhovnik, zbiratelj pregovorov
- Janez Mihelič (*1946), čebelar
- Joseph Mihelič (1902—1989), teolog, biblicist (ZDA)
- Jože A.(ndrej) ("Joža") Mihelič (*1946), alpinist, turni smučar, fotograf, naravovarstvenik, urednik, planinski publicist
- Katarina Katja Mihelič, ekonomistka, prof. EF UL
- Klemen Mihelič, humanitarni delavec
- Leopold Mihelič (1906—2001), izseljenski duhovnik (ZDA)
- Lydia Mihelič Pulsipher (*1939), kulturna georgrafinja, univ. profesorica, častna konzulka v ZDA
- Marina Mihelič Satler (*1950), slikarka
- Marjanca Mihelič (*1959), prevajalka, pisateljica
- Milan Mihelič (1925—2021), arhitekt, akademik
- Milan "Miki" Mihelič (*1946), skladatelj, aranžer, producent, glasbeni urednik
- Mira Mihelič (1912—1985), pisateljica in prevajalka
- Miran Mihelič (*1991), nogometaš
- Miro Mihelič, zdravnik kirurg, prof. MF
- Mojca Mihelič (*1944), prevajalka
- Mojca Mihelič, predsednica Združenja ravnateljev
- Nataša Mihelič, pevka
- Niko Mihelič, novinar, strokovnjak za bencinske športe
- Peter Mihelič (*1968), jazzovski pianist
- Peter Mihelič (*1979), hokejist
- Polde Mihelič (1923—2007), slikar naivec
- Rok Mihelič (*1964), agronom, pedolog
- Silvester Mihelič (1905—1981), duhovnik, ljudski misijonar, skladatelj, glasbeni vzgojitelj
- Stane Mihelič (1906—2005), pedagog, metodik slovenščine; čebelar, publicist
- Tibor Mihelič Siyed, kulturni menedžer, gledališčnik
- Tine Mihelič (1941—2004), glasbenik - violinist, alpinist in planinski publicist
- Tomaž Mihelič (*1974), gozdar, ornitolog (DOPPS)
- Tomaž Mihelič - "Marlenna" (*1974), pevec transvestit, maneken, novinar
- Tone Mihelič (Anton/io) (1915—1981), slikar (Trst)
- Veronika Mihelič (*1948), operna pevka, sopranistka
- Vesna Mihelič (*2006), šahistka
- Vlado Mihelič (1926—?), diplomat
- Zdenka Mihelič, planinska delavka, gorska vodnica